# قهوة الغطاية (برنامج)
قهوة الغطاية برنامج كوميدي عبارة عن جلسة كويتية قديمة وسوالف كوميدية من مشاركة شهاب حاجيه وشعبان عباس والفنان سمير القلاف، عرض في رمضان 2014

## القصة
هي جلسة كويتية قديمة وتراثية وسوالف كوميدية وتقليد برامج أخرى بشخصية كوميدية سوف يعرض في رمضان 2014.

## المشاركون
- شهاب حاجيه
- سمير القلاف
- نواف الشمري
- شعبان عباس
- هاني الطباخ
- علي الحسيني  (ضيف الشرف)
- محمد عابدين
- أمل عباس  (ضيفة الشرف)